# Calliandra juzepczukii
Calliandra juzepczukii är en ärtväxtart som beskrevs av Paul Carpenter Standley. Calliandra juzepczukii ingår i släktet Calliandra och familjen ärtväxter. Inga underarter finns listade i Catalogue of Life.